# 司馬望
司馬望（205年—271年8月16日），字子初，河内郡温县（今河南省焦作市温县）人，西晋太宰、持节、都督中外诸军事、安平献王司马孚次子，西晋宗室、官员。《晋诸公赞》则作长子。

## 生平

### 曹魏時期
司馬望過繼給伯父司馬朗，他為人寬厚頗有其父的風範，曾擔任上計吏的郡官，後來被舉為孝廉，之後便成為司徒的文官，歷任平陽郡太守、洛陽典農中郎將。後來跟隨司馬懿討伐王淩，因功而被封為永安亭侯。之後又升為護軍將軍，並進封為安樂鄉侯，加散騎常侍。
當時曹魏的皇帝曹髦喜愛有才能的文士，因此對司馬望與裴秀、王沈、鍾會等人相當親切，數次與他們飲宴。但是曹髦性急，裴秀等人都是擔任內職，要召集時馬上就能到達，而司馬望卻是外官，所以特別配給他一輛追鋒車，又配了御衛武賁郎五人，讓他可以快點到達宮內。
當時司馬師、司馬昭相繼輔政，朝廷大權歸於司馬氏，他們亦不參加皇帝的朝覲。因此司馬望雖然被曹髦寵待，但心中一直不舒服，因而主動向曹髦請求出任外職，曹髦便拜他為征西將軍、持節，都督雍涼二州諸軍事。司馬望在其任內八年，威化明肅，之前蜀將姜維就曾多次進犯關中，在司馬望上任之後，就設置各種迎敵策略，使姜維無計可施，因此成為關中的重鎮大將，進封順陽侯。之後司馬望被徵回朝庭，拜為衛將軍，又兼任中領軍，掌管禁衛軍，之後又加驃騎將軍、開府，不久之後，乃代何曾擔任司徒。

### 西晉時期
之後司馬氏篡魏，司馬望被封為義陽王，有食邑萬戶，並領兵二千人。泰始三年（267年）九月，又下詔進封為太尉，詔曰：「夫尚賢庸勳，尊宗茂親，所以體國經化，式是百辟也。且台司之重，存乎天官，故周建六職，政典為首。司徒、中領軍，以明德近屬，世濟其美；祖考創業，翼佐大命，出典方任，入贊朝政，文德既著，武功宣暢。逮朕嗣位，弼道惟明，宜登上司，兼統軍戎，內輔帝室，外隆威重。其進位太尉，中領軍如故。置太尉軍司一人，參軍事六人，騎司馬五人。又增置官騎十人，并前三十，假羽葆鼓吹。」
後來，吳將施績進犯江夏，邊境騷動。於是司馬望便統中軍的步騎二萬人，屯兵於龍陂，同時鎮守江夏、龍陂一帶的防線，並被賜予假節、並加大都督諸軍事。而此時荊州刺史胡烈已擊退施績的進犯，司馬望便班師回朝。之後吳將丁奉又進犯芍陂，司馬望再次率諸軍前往迎擊，然而丁奉已退軍。司馬望便被拜為大司馬。後來孫皓又率軍進攻壽春，於是司馬望又統中軍的二萬名步兵，三千名騎兵，據守淮北一帶。孫皓撤退之後，司馬望也撤回軍隊。
泰始七年六月辛丑（271年8月16日），司馬望去世，虚岁六十七，谥号成王。由於司馬望個性節儉吝嗇又好斂聚錢財，他死之後家中金帛盈溢，因此被人譏笑。

## 家庭

### 儿子
- 司马弈，西晋义阳王世子
- 司马洪，西晋河间平王
- 司马整，西晋南中郎将、南阳郡太守、随穆王
- 司马楙，西晋光禄大夫、竟陵王

## 延伸阅读
[在维基数据编辑]
 《晉書·卷037》，出自房玄齡《晉書》

| 前任： 初封 | 晉朝義陽王 265年—271年 | 繼任： 孙司馬奇 |